# Waves (Big Time Rush)
Waves è un singolo della boyband statunitense Big Time Rush, pubblicato il 3 maggio 2023 come secondo estratto dal quarto album in studio Another Life dalle etichette BMG e Bought the Rights.

## Tracce
Testi di Kendall Schmidt, Logan Henderson, James Maslow, Carlos PenaVega, Tyler Shamy, Will Ventres, musiche di Will Ventres.
1. Waves – 3:15